# Rio Arauca
O rio Arauca é um curso de água sul-americano que banha a Colômbia e a Venezuela. Nasce nos Andes colombianos e ao longo de 296 km serve de fronteira aos dois países. É um dos principais afluentes do rio Orinoco.